# رسوب‌شناسی

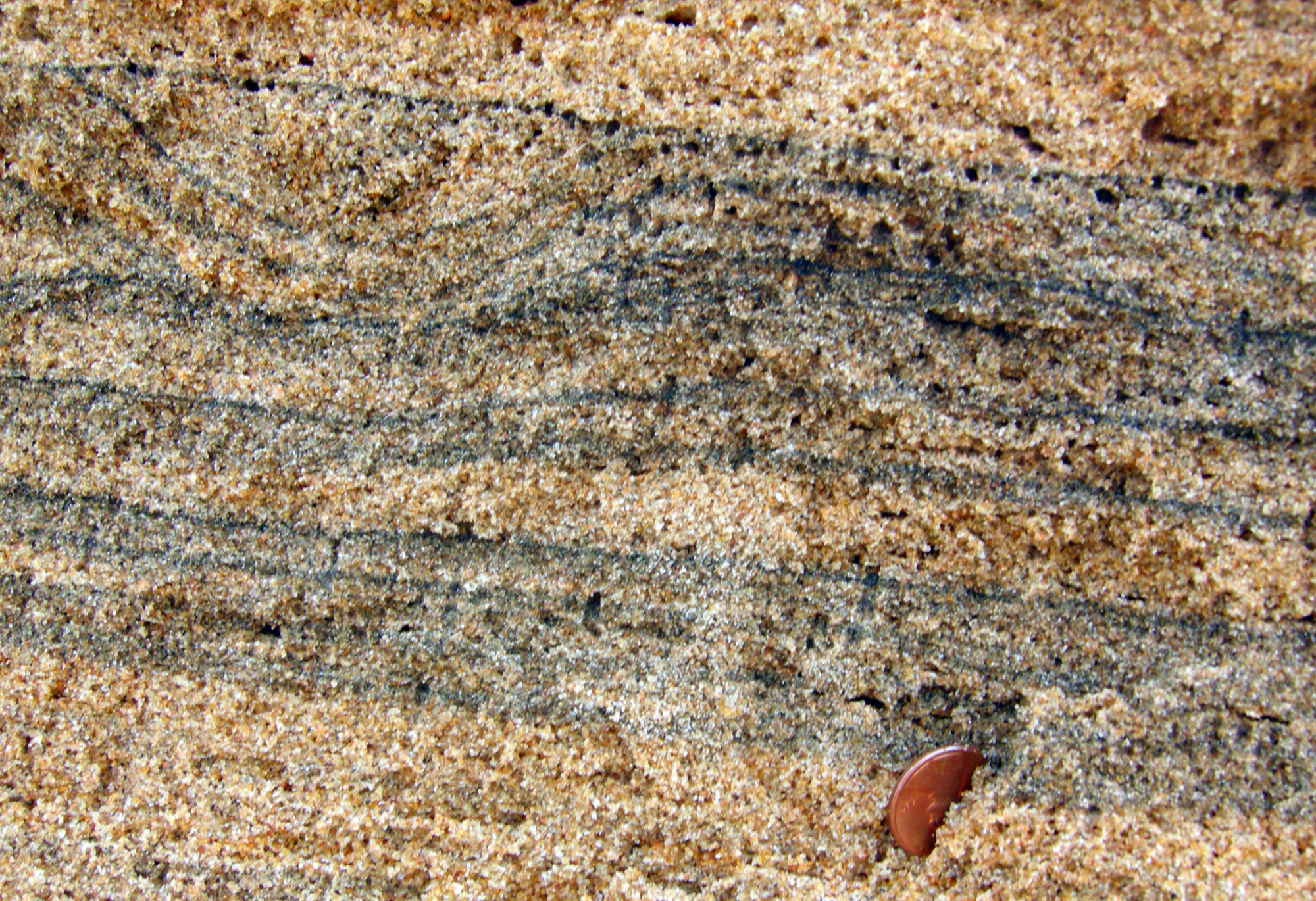
کانی‌های سنگین (تیره) که در شن‌زار کوارتز نهشته شده‌اند. (چنای، هند)

رسوب‌شناسی مطالعهٔ رسوب‌های نوین چون ماسه، گِل، رُس، و درک فرایندهایی که آن‌ها را نهشته می‌کند را دربر می‌گیرد. رسوب‌شناسان درک خود از فرایندهای نوین را برای تفسیر تاریخ زمین‌شناسی با مشاهدهٔ سنگ‌های رسوبی و ساختارهای رسوبی، به کار می‌گیرند.
سنگ‌های رسوبی بیش‌تر سطح زمین را پوشانده‌اند، بیش‌تر تاریخ زمین را ثبت کرده و اطلاعات فسیلی را محافظت کرده‌اند. رسوب‌شناسی با چینه‌شناسی در ارتباط تنگاتنگ می‌باشد. 

## پیرامون واژه
«رسوب‌شناسی» در انگلیسی Sedimentology و «رسوب»، sediment ترجمه می‌شود. deposit هم گاه «نهشته» ترجمه می‌شود.